# Bitsie Tulloch
Elizabeth Tulloch (San Diego, California; 19 de enero de 1981) más conocida como Bitsie Tulloch, es una actriz estadounidense. Es conocida por sus papeles como Juliette Silverton/Eve en la serie de televisión de NBC Grimm y como Lois Lane en la serie de televisión de superhéroes de DC Comics Superman & Lois, por la que ha sido nominada dos veces al Premio Saturn a la mejor actriz de televisión.

## Biografía
La actriz Elizabeth Tulloch nació en la ciudad de San Diego, California, Estados Unidos; su madre es de origen español, mientras que su padre, de origen escocés, trabajó en bancos latinoamericanos y europeos por lo que Bitsie pasó gran parte de su infancia en España, Uruguay y Argentina.
De regreso en los Estados Unidos hizo sus estudios secundarios en la ciudad de Bedford, Nueva York; a continuación asistió a la Universidad de Harvard, donde se graduó magna cum laude en las carreras de Literatura y Estudios Visuales y Ambientales.
Su primer trabajo ante las cámaras fue en el año 2001, en el cortometraje producido por George Lucas R2-D2: Beneath the Dome que contaba la ficticia historia del famoso robot R2-D2; un año más tarde volvió a trabajar con Lucas, esta vez detrás de cámaras, buscando localizaciones para la grabación de la película Star Wars: Episodio II - El ataque de los clones (2002).[cita requerida]
Sus comienzos televisivos fueron en series como  El ala oeste de la Casa Blanca (The West Wing), Cold Case o Moonlight; en el año 2007 participó en 15 episodios de la serie emitida por internet "Lonelygirl15" y, un año más tarde, protagonizó su primera serie televisiva, Quarterlife, de la que sólo se emitieron seis episodios.
Después de trabajar como artista invitada en las series Dr. House, Outlaw y Tyranny, y protagonizar dos pilotos televisivos ("Washingtonienne" y "Most Likely to Succeed"), Bitsie obtuvo el rol protagonista de Juliette Silverton y, luego, el de Eve,  que actualmente se encuentra interpretando en la serie de corte sobrenatural
Grimm, que se emite por la cadena NBC de televisión.

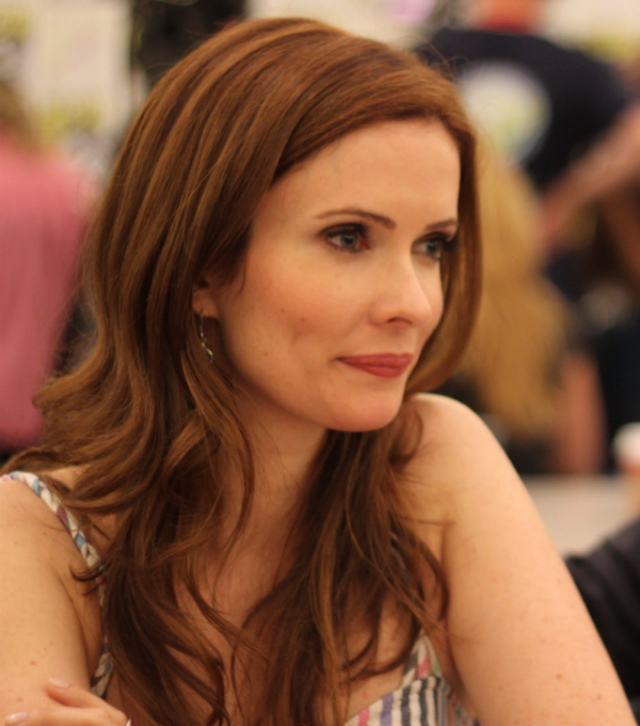
Bitsie Tulloch en la Comic-Con 2011.

Su primer largometraje data del año 2008, cuando integró el elenco de la película Uncross the Stars, cuyo elenco encabezaron Daniel Gillies, Barbara Hershey y Ron Perlman. Sus créditos continuaron en las películas Lakeview Terrace (2008), thriller protagonizado por Samuel L. Jackson; Alpha and Omega (2010), película animada a la que prestaron sus voces Hayden Panettiere y Christina Ricci para los roles principales; Losing Control (2011) y The Artist (2011).
Recientemente Bitsie también ha completado la filmación del drama Caroline and Jackie (2012) del cual es además  productora y que coprotagoniza junto a su coestrella en la serie Grimm, David Giuntoli
Tulloch trabaja activamente en varias organizaciones benéficas; como miembro de la fundación Corazón de Vida, visita asiduamente orfanatos en la ciudad de Tijuana, México; además suele acompañar ancianos en distintas casas de retiro de Los Ángeles.
El 14 de septiembre de 2018, se anunció que interpretaría a Lois Lane en el Arrowverso.

### Vida personal
Está casada con David Giuntoli desde junio de 2017. Anunciaron que estaban esperando un hijo en octubre de 2018, una niña, Vivian, quien nació en febrero de 2019.

## Filmografía

### Largometrajes
| Año  | Título original                | Personaje        |
| ---- | ------------------------------ | ---------------- |
| 2008 | Lakeview Terrace               | Nadine           |
| 2008 | Uncross the Stars              | Corrine          |
| 2010 | Alpha and Omega                | Sweets (voz)     |
| 2011 | The Artist                     | Norma            |
| 2011 | Losing Control                 | Trudy            |
| 2011 | Riding the Pine                | Trudy            |
| 2012 | Caroline and Jackie            | Jackie           |
| 2013 | Parkland                       | Marilyn Sitzman  |
| 2014 | Dead Draw                      | Sarah Parker     |
| 2015 | Concussion                     | Keana Strzelczyk |
| 2015 | Chronic                        | Lidia            |
| 2017 | We Love You, Sally Carmichael! | Tess Perkins     |

### Cortometrajes
| Año  | Título original         | Personaje      |
| ---- | ----------------------- | -------------- |
| 2001 | R2-D2: Beneath the Dome | Bitsie Tullock |
| 2006 | Life Is Short           | Marcy          |
| 2006 | Sent                    | Angel          |
| 2007 | Ring Tone               | Molly          |

### Series
| Año       | Título original          | Personaje          | Notas                                                                |
| --------- | ------------------------ | ------------------ | -------------------------------------------------------------------- |
| 2004      | The West Wing            | Susan              | Episodio: "Third-Day Story"                                          |
| 2006      | Cold Case                | Tara Kozlowski     | Episodio: "The War at Home"                                          |
| 2007      | lonelygirl15             | Alex               | Rol principal, 15 episodios                                          |
| 2008      | Quarterlife              | Dylan Krieger      | Rol recurrente 6 episodios                                           |
| 2008      | House                    | Whitney            | Episodio: "Joy to the World"                                         |
| 2008      | Moonlight                | Celeste            | Episodio: "The Mortal Cure"                                          |
| 2009      | Washingtonienne          | April              | Piloto de televisión sin vender                                      |
| 2010      | Most Likely to Succeed   | Cooper             | Piloto de televisión sin vender                                      |
| 2010      | Outlaw                   | Bethany Whitmore   | Episodio: "In Re: Tyler Banks"                                       |
| 2010      | Tyranny                  | Alexandra Hubbard  | Papel recurrente, 4 episodios                                        |
| 2011–2017 | Grimm                    | Juliette Silverton | Papel recurrente                                                     |
| 2016      | Portlandia               | Cliente de taxi    | Episodio: "TADA"                                                     |
| 2018–2019 | The Flash                | Lois Lane          | Episodios: "Elseworlds" Parte 1, "Crisis on Infinite Earths" Parte 3 |
| 2018–2019 | Supergirl                | Lois Lane          | Episodios: "Elseworlds" Parte 3, "Crisis on Infinite Earths" Parte 1 |
| 2019      | Batwoman                 | Lois Lane          | Episodio: "Crisis on Infinite Earths" Parte 2                        |
| 2020      | Arrow                    | Lois Lane          | Episodio: "Crisis on Infinite Earths" Parte 4                        |
| 2020      | DC's Legends of Tomorrow | Lois Lane          | Episodio: "Crisis on Infinite Earths" Parte 5                        |
| 2021–2024 | Superman & Lois          | Lois Lane          | Papel recurrente, 4 temporadas.                                      |